# 러틀랜드주

러틀랜드주의 위치

러틀랜드주(Rutland)는 잉글랜드의 주로 주도는 오컴이며 면적은 382km2, 인구는 37,600명(2014년 기준), 인구 밀도는 99명/km2이다. 서쪽과 북쪽으로는 레스터셔주, 북동쪽으로는 링컨셔주, 남동쪽으로는 노샘프턴셔주와 접한다.